# 前田陽介
前田 陽介（まえだ ようすけ、男性、1989年7月18日 - ）は、日本の元プロバスケットボール選手である。宮崎県児湯郡川南町出身。ポジションはフォワード。

## 来歴
唐瀬原中学校でバスケを始め、延岡学園高校で全国大会を経験。
関東学院大学に進学した後、卒業を間近に控えた2012年2月にbjリーグの改定された新人選手契約制度により横浜ビー・コルセアーズに入団。2015-16シーズンまで横浜でプレーした後、B.LEAGUE発足に伴い同2部に所属することになったサイバーダイン茨城ロボッツへ、同郷、そして大学の同期である河野誠司と共に移籍することが発表された。

## 経歴
- 延岡学園高校 - 関東学院大学 - 横浜ビー・コルセアーズ（2012年 - 2016年） - サイバーダイン茨城ロボッツ（2016年 -）